# 糙南鰍
糙南鰍（學名：Schistura implicata）為輻鰭魚綱鯉形目條鰍科南鰍屬的其中一種。分布於亞洲寮國及越南Nam Luong流域，體長可達8.7公分，棲息在水流湍急的河川底層水域，生活習性不明。

## 扩展阅读
維基物種上的相關：糙南鰍